# Kabardo-Bałkaria

Mapa polityczna Kaukazu

Kabardo-Bałkaria (ofic. Republika Kabardyjsko-Bałkarska; ros. Kabardino-Balkarija (trl.), Kabardino-Bałkarija (trb.); ofic. Kabardino-Balkarskaja Respublika (trl.), Kabardino--Bałkarskaja Riespublika (trb.); kbd. K˝èbèrdej-Bal˝k˝èr (trl.); ofic. K˝èbèrdej-Bal˝k˝èr Respublikè (trl.); krc. K˝abarty-Malk˝ar (trl.); ofic. K˝abarty-Malk˝ar Respublika (trl.)) – autonomiczna republika wchodząca w skład Federacji Rosyjskiej

## Geografia
Republika leży w zachodniej części Kaukazu Północnego. Znajduje się tam najwyższy szczyt Kaukazu i według niektórych źródeł (zależy to od przyjętej granicy między Europą a Azją) najwyższy szczyt Europy – Elbrus.
Znajduje się tam Park Narodowy „Przyelbrusie”, a także Kabardyjsko-Bałkarski Rezerwat Wysokogórski.
Kabardo-Bałkaria od południa graniczy z Gruzją, od zachodu z Karaczajo-Czerkiesją, od północy z Krajem Stawropolskim, od wschodu z Osetią Północną.

### Strefa czasowa
Od 2014 r. Kabardo-Bałkaria należy do moskiewskiej strefy czasowej (MSK). UTC +3:00 przez cały rok. Wcześniej, przed 27 marca 2011 roku, obowiązywał czas standardowy (zimowy) strefy UTC+3:00, a czas letni – UTC+4:00.

## Demografia
Kabardyjczycy stanowią 43%, Rosjanie 33%, a Bałkarzy 8% ludności republiki.
Kabardyjczycy to lud kaukaski, blisko spokrewniony z Adygejczykami oraz Czerkiesami zamieszkującymi sąsiednią Karaczajo-Czerkiesję. Natomiast Bałkarzy są ludem tureckim, spokrewnionym m.in. z Karaczajami, Kumykami oraz Nogajami.
Przedstawiciele obydwu nominalnych narodowości republiki wyznają przede wszystkim islam, natomiast Rosjanie w ogromnej większości przynależą do kościoła prawosławnego.

## Prezydenci Kabardo-Bałkarii
- Walery Kokow 1992–2005
- Arsen Kanokow od 2005 do 2018
- Kazbek Kokow od 2019[5]

## Tablice rejestracyjne
Tablice pojazdów zarejestrowanych w Kabardo-Bałkarii mają oznaczenie 07 w prawym górnym rogu nad flagą Rosji i literami RUS.